# Jindu, Guangdong
Jindu (kinesiska: 金渡) är en köping i sydöstra Kina. Den ligger i stadsdistriktet Gaoyao i staden Zhaoqing i provinsen Guangdong, omkring 77 kilometer väster om provinshuvudstaden Guangzhou. Antalet invånare är 43 623. Befolkningen består av 20 923 kvinnor och 22 700 män. Barn under 15 år utgör 18,0 %, vuxna 15-64 år 70 %, och äldre över 65 år 10,0 %.